# Dauphin (kroonprins)

Wapenschild van de Dauphins van Frankrijk.

Dauphin (Latijn: delphinus, wat in het Nederlands "dolfijn" betekent) was in het oude koninkrijk Frankrijk de titel van de rechtmatige troonopvolger (kroonprins). 
De titel dauphin werd oorspronkelijk gedragen door de graven van Albon. Zij bezaten Viennois (de streek rond Vienne), later om die reden de Dauphiné genoemd. Dit was sinds de 12de eeuw een vorstendom van het Heilige Roomse Rijk.
Guigues IV, graaf van Albon-Viennois droeg als eerste de bijnaam van dauphin. Die naam werd voor het eerst ca. 1140 opgetekend. Zijn opvolgers droegen de titel dauphin van Viennois. Ook de graven van Ayvergne droegen de titel dauphin sinds graaf Robert VII (1155-1234), een kleinzoon van Guigues IV langs moederszijde.  De Dauphins namen de dolfijn pas in de 13e eeuw in hun wapen op: in goud een dolfijn van azuur, gevind en gekieuwd van keel.
Geruïneerd door de organisatie van een kruistocht en door zijn vele investeringen in kunst en onderwijs (oprichting Universiteit van Grenoble), besloot de dauphin Humbert II in 1349 de Dauphiné aan Frankrijk te verkopen. Om het gebied als zelfstandig rijksvorstendom te laten voortbestaan werd overeengekomen dat het niet zou gaan naar de toenmalige Franse koning Filips VI, maar naar zijn kleinzoon, de latere koning Karel V, en dat het gebied ook daarna gescheiden zou blijven van het Franse kroondomein. Eenmaal zelf koning geworden, bepaalde Karel V dat de Dauphiné als apanage zou gaan naar de oudste zoon van de koning of diens erfgenaam. 
Van alle Franse troonopvolgers heeft alleen de latere Lodewijk XI (dauphin van 1423 tot 1461) echt de Dauphiné bestuurd. Toen hij zelf koning werd, maakte hij de Dauphiné tot een gewone Franse provincie, maar de titel dauphin van Viennois (sinds Frans II "dauphin van Frankrijk") werd steeds gedragen door de rechtmatige troonopvolger. 
Tijdens de Franse Revolutie verdween de titel van dauphin: de Franse grondwet van 1791 bepaalde dat de oudste zoon van de koning de titel Prince Royal (kroonprins) voerde. Na de restauratie van het koningschap in 1815 werd de titel opnieuw gedragen door Lodewijk Anton, hertog van Angoulême, de oudste zoon van koning Karel X, tot deze verdreven werd door de Julirevolutie van 1830. In de daaropvolgende Julimonarchie (1830-1848) werd de oudste zoon van de koning opnieuw Prince Royal genoemd.

## Oorsprong van de benaming
Over de herkomst van de titel bestaan enige theorieën :
- Guigues zou zijn bijnaam hebben ontleend aan zijn moeders neef, de Bourgondiër Dolfin; of zijn moeder gaf ze hem, als herinnering aan haar neef.
- Het is een Duitse verbastering van "du Viennois" (van Viennois).
- Guigues nam eerst de dolfijn (Latijn delphinus) als embleem aan en werd er vervolgens naar vernoemd.
- Guigues' moeder, die van Italiaanse afkomst was, noemde haar jonge spring-in-'t-veld van een zoon naar het dier dat ze uit haar thuisland kende.

De ware reden voor de titel van Dauphin moet gezocht worden in de Romeinse naam van deze regio rond Vienne. De Romeinen noemden de streek Delphinatus Viennensis, afgeleid van het Griekse woord 'adolphos', dat broeder betekent. Delphinatus Viennensis is dus letterlijk vertaald 'de broederschap van Vienne', en heeft op zich niets te maken met een dolfijn.

## Ander gebruik van de naam
In het Frans wordt dauphin tegenwoordig al dan niet ironisch gebruik voor de aangewezen opvolger van een belangrijk politiek leider of een machtig bedrijfsleider. 
De Latijnse uitdrukking Ad usum Delphini ("ter gebruik van de Dauphin") werd sinds de 17de eeuw gebruikt vermeld in boeken die speciaal gedrukt waren voor de opvoeding van de dauphin. Het ging om klassieke Latijnse werken voorzien van bijkomende uitleg. Later werd Ad usum Delphini gebruikt om boeken mee aan te duiden waaruit passages zijn weggelaten die ongeschikt werden geacht voor jonge lezers. 

## Lijst van Dauphins van Frankrijk
| Afbeelding | Naam                                                     | Erfgenaam van | Geboortedatum     | Dauphin geworden  | Opgehouden Dauphin te zijn                              | Sterfdatum                                                   | Andere titels                           | Kroonnaam     | Dauphine                                            |
| ---------- | -------------------------------------------------------- | ------------- | ----------------- | ----------------- | ------------------------------------------------------- | ------------------------------------------------------------ | --------------------------------------- | ------------- | --------------------------------------------------- |
|            | Karel, 1ste Dauphin van Frankrijk                        | Jan II        | 21 januari 1338   | 22 augustus 1350  | 8 april 1364 Koning geworden                            | 16 september 1380                                            | Hertog van Normandië                    | Karel V       | Johanna van Bourbon                                 |
|            | Karel, 2e Dauphin van Frankrijk                          | Karel V       | 3 december 1368   | 16 september 1380 | 21 oktober 1422 Koning geworden                         |                                                              |                                         | Karel VI      | –                                                   |
|            | Karel, 3e Dauphin van Frankrijk                          | Karel VI      | 26 september 1386 | 26 september 1386 | 28 december 1386                                        | 28 december 1386                                             |                                         | –             | –                                                   |
|            | Karel, 4e Dauphin van Frankrijk                          | Karel VI      | 6 februari 1392   | 6 februari 1392   | 13 januari 1401                                         | 13 januari 1401                                              | Hertog van Guyenne                      | –             | –                                                   |
|            | Lodewijk, 5e Dauphin van Frankrijk                       | Karel VI      | 22 januari 1397   | 13 januari 1401   | 18 december 1415                                        | 18 december 1415                                             | Hertog van Guyenne                      | –             | Margareta van Bourgondië                            |
|            | Jan, 6e Dauphin van Frankrijk                            | Karel VI      | 31 augustus 1398  | 18 december 1415  | 5 april 1417                                            | 5 april 1417                                                 | Hertog van Touraine                     | –             | Jacoba van Beieren                                  |
|            | Karel, 7e Dauphin van Frankrijk                          | Karel VI      | 22 februari 1403  | 5 april 1417      | 21 oktober 1422 Koning geworden                         | 22 juli 1461                                                 | Graaf van Ponthieu                      | Karel VII     | –                                                   |
|            | Lodewijk, 8e Dauphin van Frankrijk                       | Karel VII     | 3 juli 1423       | 3 juli 1423       | 22 juli 1461 Koning geworden                            | 30 augustus 1483                                             |                                         | Lodewijk XI   | Margaretha Stuart; Charlotte van Savoye             |
|            | Frans, 9e Dauphin van Frankrijk                          | Lodewijk XI   | 4 december 1466   | 4 december 1466   | 4 december 1466                                         | 4 december 1466                                              |                                         | –             | –                                                   |
|            | Karel, 10e Dauphin van Frankrijk                         | Lodewijk XI   | 30 juni 1470      | 30 juni 1470      | 30 augustus 1483 Koning geworden                        | 7 april 1498                                                 |                                         | Karel VIII    | –                                                   |
|            | Charles Orland, 11e Dauphin van Frankrijk                | Karel VIII    | 11 oktober 1492   | 11 oktober 1492   | 16 december 1495                                        | 16 december 1495                                             |                                         | –             | –                                                   |
|            | Karel, 12e Dauphin van Frankrijk                         | Karel VIII    | 8 september 1496  | 8 september 1496  | 2 oktober 1496                                          | 2 oktober 1496                                               |                                         | –             | –                                                   |
|            | Frans, 13e Dauphin van Frankrijk                         | Karel VIII    | juli 1497         | juli 1497         | juli 1497                                               | juli 1497                                                    |                                         | –             | –                                                   |
|            | Frans, 14e Dauphin van Frankrijk                         | Frans I       | 28 februari 1518  | 28 februari 1518  | 10 augustus 1536                                        | 10 augustus 1536                                             | Hertog van Bretagne                     | –             | –                                                   |
|            | Hendrik, 15e Dauphin van Frankrijk                       | Frans I       | 31 maart 1519     | 10 augustus 1536  | 31 maart 1547 Koning geworden                           | 10 juli 1559                                                 | Hertog van Orléans, Hertog van Bretagne | Hendrik II    | Catharina de' Medici                                |
|            | Frans, 16e Dauphin van Frankrijk                         | Hendrik II    | 19 januari 1544   | 31 maart 1547     | 10 juli 1559 Koning geworden                            | 5 december 1560                                              | Koning-gemaal van Schotland             | Frans II      | Maria I van Schotland                               |
|            | Lodewijk, 17e Dauphin van Frankrijk                      | Hendrik IV    | 27 september 1601 | 27 september 1601 | 14 mei 1610 Koning geworden                             | 14 mei 1643                                                  |                                         | Lodewijk XIII | –                                                   |
|            | Lodewijk, 18e Dauphin van Frankrijk                      | Lodewijk XIII | 5 september 1638  | 5 september 1638  | 14 mei 1643 Koning geworden                             | 1 september 1715                                             |                                         | Lodewijk XIV  | –                                                   |
|            | Lodewijk, de Grote Dauphin, 19e Dauphin van Frankrijk    | Lodewijk XIV  | 1 november 1661   | 1 november 1661   | 14 april 1711                                           | 14 april 1711                                                |                                         | –             | Maria Anna Victoria van Beieren                     |
|            | Lodewijk, de Kleine Dauphin, 20ste Dauphin van Frankrijk | Lodewijk XIV  | 16 augustus 1682  | 14 april 1711     | 18 februari 1712                                        | 18 februari 1712                                             | Hertog van Bourgondië                   | –             | Maria Adelheid van Savoye                           |
|            | Lodewijk, 21ste Dauphin van Frankrijk                    | Lodewijk XIV  | 8 januari 1707    | 18 februari 1712  | 8 maart 1712                                            | 8 maart 1712                                                 | Hertog van Bretagne                     | –             | –                                                   |
|            | Lodewijk, 22ste Dauphin van Frankrijk                    | Lodewijk XIV  | 15 februari 1710  | 8 maart 1712      | 1 september 1715 Koning geworden                        | 10 mei 1774                                                  | Hertog van Anjou                        | Lodewijk XV   | –                                                   |
|            | Lodewijk, 23ste Dauphin van Frankrijk                    | Lodewijk XV   | 4 september 1729  | 4 september 1729  | 20 december 1765                                        | 20 december 1765                                             |                                         | –             | Maria Theresia van Spanje; Maria Josepha van Saksen |
|            | Lodewijk-August, 24ste Dauphin van Frankrijk             | Lodewijk XV   | 23 augustus 1754  | 20 december 1765  | 10 mei 1774 Koning geworden                             | geëxecuteerd (guillotine) 21 januari 1793 (Franse Revolutie) | Hertog van Berry                        | Lodewijk XVI  | Marie Antoinette van Oostenrijk                     |
|            | Lodewijk Jozef, 25ste Dauphin van Frankrijk              | Louis XVI     | 22 oktober 1781   | 22 oktober 1781   | 4 juni 1789                                             | 4 juni 1789                                                  |                                         | –             | –                                                   |
|            | Lodewijk Karel, 26ste Dauphin van Frankrijk              | Louis XVI     | 27 maart 1785     | 4 juni 1789       | 1 oktober 1791 hertiteld als Kroonprins                 | 8 juni 1795                                                  | Hertog van Normandië                    | Lodewijk XVII | –                                                   |
|            | Lodewijk Anton, 27e Dauphin van Frankrijk                | Karel X       | 6 augustus 1775   | 16 september 1824 | 2 augustus 1830 Koning geworden/afgezet (Julirevolutie) | 3 juni 1844                                                  | Hertog van Angoulême                    | Lodewijk XIX  | Marie Thérèse Charlotte van Frankrijk               |